# 2-я Дубровская улица
Втора́я Дубровская у́лица — улица в центре Москвы в Таганском районе выходит на улицу Мельникова.

## История
Обе Дубровские улицы названы в 1928 году по находившейся здесь старинной деревне Дубровка. Здесь в XVII—XVIII веках располагалась Дубровская слобода, принадлежащая Крутицкому архиерейскому подворью.

## Описание
2-я Дубровская улица начинается в районе площади Крестьянская Застава в жилой застройке вместе с Беленовским проездом, проходит на юг параллельно 1-й Дубровской, пересекает Большой Симоновский переулок и заканчивается на улице Мельникова напротив здания театрального центра «На Дубровке».

## Здания и сооружения
По нечётной стороне:
- Дом 1 — отделение связи № 44-Ж-109044;
- Дом 3 — школа № 467;
- Дом 13 — Госпиталь ветеранов войн № 1;

По чётной стороне: